# Verena Gotthardt
Verena Gotthardt (* 1996 in Klagenfurt am Wörthersee) ist eine österreichische Schriftstellerin und Fotografin. Als Kärntner Slowenin schreibt sie in den beiden Landessprachen Slowenisch und Deutsch.

## Leben
Verena Gotthardt verbrachte ein Jahr in Paris, um an der Kunsthochschule ENSAPC in Cergy zu studieren. Seit 2015 lebt sie in Wien und studiert  Fotografie und Bildende Kunst an der Universität für angewandte Kunst. Im Jahr 2021 trug sie auf Einladung von Mara Delius beim Ingeborg-Bachmann-Preis 2021 den Text Die jüngste Zeit vor, in dem ihre intensive Beschäftigung mit der Fotografie Ausdruck findet.
Sie ist Mitglied der GAV (Grazer Autorinnen Autorenversammlung) und des Verbandes slowenischer SchriftstellerInnen in Österreich.

## Auszeichnungen
- 2016 Förderungspreis für Literatur des Landes Kärnten, 2016
- 2021 Arbeitsstipendium des Landes Kärnten für das fotografisch-literarische Projekt „Das Blatt“
- 2021 Nominierung zum Ingeborg-Bachmann-Preis
- 2023 16. Kärntner Lyrikpreis: Preis des Landes[3]

## Literarische Werke
- Najdeni nič. (Gefundenes Nichts) Gedichte, Mohorjeva založba/Hermagoras Verlag, Klagenfurt 2013, ISBN 978-3-7086-0746-7.
- herausgehen. Erzählungen, Hermagoras Verlag, Klagenfurt 2018, ISBN 978-3-7086-1012-2.
- lass mir die Ahnung von gestern. Gedichte, Bibliothek der Provinz, Wien 2023, ISBN 978-3-99126-188-9.

## Gruppenausstellungen (Auswahl)
- 2020 OFF BRATISLAVA, Festival of contemporary photography*
- 2020 OFF GRID, Independent Foto Festival Wien
- 2020 THE NEXT EPISODE, Ausstellung im Project-Space mit Birgit Graschopf, Viktoria Morgenstern und Mariella Lehner